# Majo minarai wo sagashite
Majo minarai wo sagashite (魔女見習いを探して?, lett. "Alla ricerca delle apprendiste streghe"), noto anche con il titolo internazionale Looking for Magical Doremi, è un film d'animazione del 2020 diretto da Jun'ichi Satō e Haruka Kamatani. È il terzo film tratto dalla serie Magica Doremì di Izumi Tōdō, uscito in occasione del 20º anniversario della serie.

## Trama
Sora Nagase, una studentessa universitaria di 22 anni, vuole diventare un'insegnante; la 27enne Mire Yoshizuki è un'impiegata di Tokyo appena tornata in Giappone; Reika Kawatani è una lavoratrice part-time di 20 anni in un negozio di okonomiyaki ad Hiroshima che s'impegna per diventare pittrice. Il punto comune che lega le tre ragazze, che differiscono per età e circostanze, è che rappresentano le generazioni che hanno visto la serie televisiva Magica Doremì da bambini. Trovando una sfera magica, inizia il loro viaggio assieme.

## Personaggi
Sora Nagase (長瀬 ソラ?, Nagase Sora)
Doppiata da: Aoi Morikawa
Ha 22 anni, è una studentessa al quarto anno di università che vuole diventare un'insegnante.
Mire Yoshizuki (吉月 ミレ?, Yoshizuki Mire)
Doppiata da: Rena Matsui
Ha 27 anni, è una dipendente di una delle principali società commerciali.
Reika Kawatani (川谷 レイカ?, Kawatani Reika)
Doppiata da: Kanako Momota
Ha 20 anni, è una lavoratrice part-time che s'impegna per diventare pittrice.
Ryuichi Omiya (大宮 竜一?, Ōmiya Ryūichi)
Doppiato da: Shōhei Miura
È uno studente universitario che viaggia insieme a Sora, Mire e Reika e a cui piace la serie Magica Doremì.
Hayato Yabe (矢部 隼人?, Yabe Hayato)
Doppiato da: Akira Ishida
È un collega di lavoro di Mire.
Seiya Kubo (久保 聖也?, Kubo Seiya)
Doppiato da: Kenta Hamano
È il fidanzato di Reika. Afferma di voler diventare un musicista professionista, ma è costantemente disoccupato e inganna Reika per farsi mantenere da lei.
Doremì Harukaze (春風 どれみ?, Harukaze Doremi)
Doppiata da: Chiemi Chiba (ed. giapponese)
La protagonista, è una bambina vivace, sfortunata e non molto brava nello studio. Adora le bistecche ed è molto pasticciona. È la prima a diventare apprendista strega. Il suo colore è il rosa e la sua sfera di cristallo è un fagiolo rosa.
Melody Fujiwara (藤原 はづき?, Fujiwara Hazuki, Hazuki Fujiwara)
Doppiata da: Tomoko Akiya (ed. giapponese)
Amica d'infanzia di Doremì, è timida e studiosa, porta gli occhiali, e proviene da una famiglia molto ricca. Il suo colore è l'arancione e la sua sfera di cristallo è un cuore arancione.
Sinfony Senoo (妹尾 あいこ?, Senō Aiko, Aiko Senoo)
Doppiata da: Yuki Matsuoka (ed. giapponese)
Brava negli sport, viene da Osaka. I suoi genitori sono separati e lei vive con il padre. Il suo colore è l'azzurro e la sua sfera di cristallo è un rombo blu.
Lullaby Segawa (瀬川 おんぷ?, Segawa Onpu, Onpu Segawa)
Doppiata da: Rumi Shishido (ed. giapponese)
Cantante, attrice e modella (idol), all'inizio è rivale di Doremì e delle sue amiche, ma alla fine della prima stagione passa dalla loro parte. Il suo colore è il viola e la sua sfera di cristallo è una lacrima viola.
Mindy Asuka (飛鳥 ももこ?, Asuka Momoko, Momoko Asuka)
Doppiata da: Nami Miyahara (ed. giapponese)
Viene da New York ed è molto brava a fare dolci. Il suo colore è il giallo e la sua sfera di cristallo è un triangolo giallo.
Bibì Harukaze (春風 ぽっぷ?, Harukaze Poppu, Pop Harukaze)
Doppiata da: Sawa Ishige (ed. giapponese)
La sorella minore, dispettosa e pestifera, di Doremì, scopre i poteri di quest'ultima a metà della prima stagione, diventando anche lei un'apprendista. È più responsabile di Doremi e più portata per la magia. Il suo colore è il rosso e la sua sfera di cristallo è un quadrifoglio rosso.

## Distribuzione
Il film, inizialmente previsto per il 15 maggio 2020, è stato rinviato a causa della pandemia di COVID-19 ed è stato quindi proiettato per la prima volta nelle sale cinematografiche giapponesi il 13 novembre 2020.
In Italia avrebbe dovuto essere distribuito nei cinema da Koch Media nell'autunno 2021 con il titolo Alla ricerca di Magica Doremì, ma ad oggi il film non è ancora stato distribuito.

## Accoglienza
Nel gennaio 2021, il film ha vinto il 75º Mainichi Film Concours nella categoria miglior film d'animazione. L'incasso al botteghino giapponese è di 245.957.520 yen.